# Dornberg (Hessen)

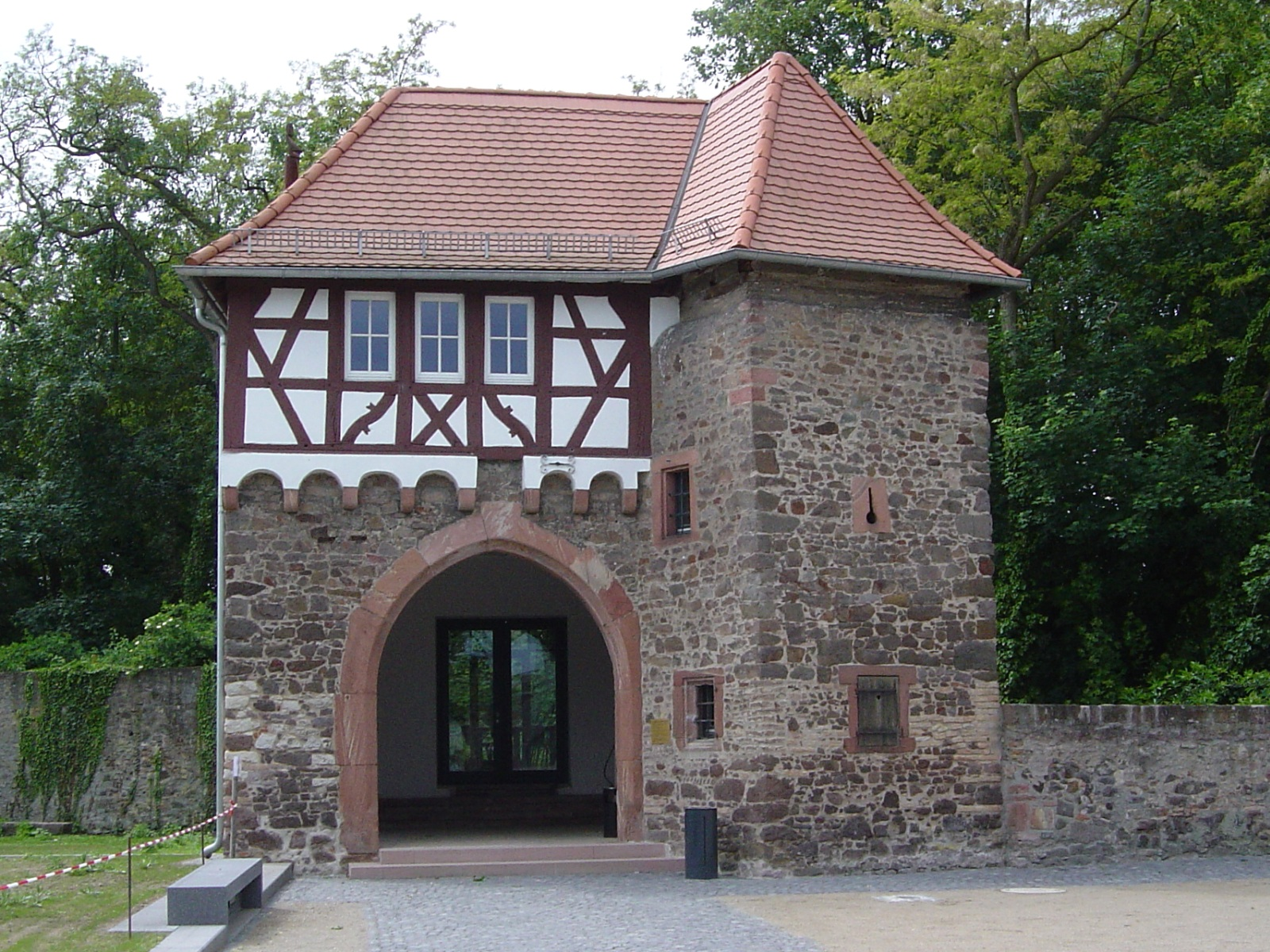
Schloss Dornberg Torbau

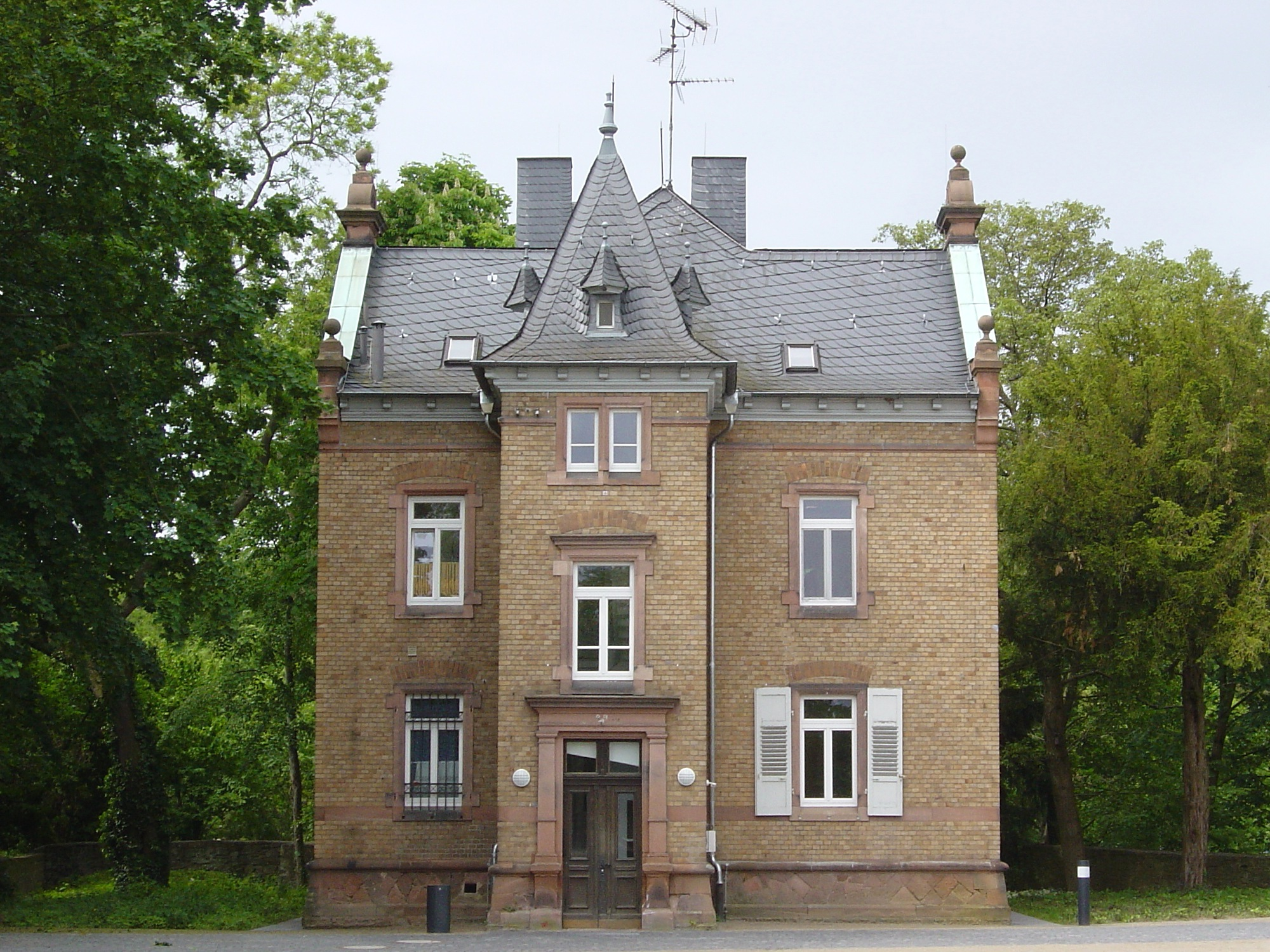
Altes Forsthaus

Dornberg ist ein Stadtteil der Kreisstadt Groß-Gerau im südhessischen Landkreis Groß-Gerau. 

## Geografie
Dornberg grenzt südlich an die Kernstadt Groß-Gerau und hat rund 400 Einwohner. Der Ort Dornberg ist eine eigene Gemarkung.

## Geschichte

### Mittelalter
Dornberg entstand als Dorf um die gleichnamige Burg, deren älteste erhaltene Erwähnung aus dem 12. Jahrhundert sie als Sitz der Herren von Dornberg ausweist. Diese waren auch in der Umgebung begütert. Vom Schloss aus verwalteten sie ihren Besitz, woraus später das Amt Dornberg entstand, dessen Mittelpunkt das Dorf Dornberg war.
Mit dem Aussterben der Herren von Dornberg 1259 gelangte Dornberg an die Grafen von Katzenelnbogen. Im Jahr 1318 wird erstmals eine eigene Kirche erwähnt, 1371 eine Kapelle außerhalb der Burg. 1479 starben die Grafen von Katzenelnbogen aus. Erben waren die Landgrafen von Hessen, die das Schloss als Jagdschloss nutzten und die westlich gelegene Fasanerie anlegten. 

### Neuzeit
Bei der Teilung der Landgrafschaft Hessen unter den Erben Philipp des Großmütigen 1567 gelangte Dornberg an die Landgrafschaft Hessen-Darmstadt. Noch deren erster Regent, Georg I., veranlasste, dass die von seinem Kanzler, Johann Kleinschmidt, zusammengestellte Sammlung Landrecht der Obergrafschaft Katzenelnbogen dort rechtsverbindlich wurde. Sie galt in Dornberg als Partikularrecht, subsidiär ergänzt um das Gemeine Recht, bis ans Ende des 19. Jahrhunderts. Erst das Bürgerliche Gesetzbuch, das einheitlich im ganzen Deutschen Reich galt, setzte zum 1. Januar 1900 das alte Partikularrecht außer Kraft.
Die Statistisch-topographisch-historische Beschreibung des Großherzogthums Hessen berichtet 1829 über Dornberg:

„Dornberg (L. Bez. gl. N.) luth. Filialdorf; liegt an dem Landbach am alten Neckarbett und 2 St. nordwestlich von Darmstadt. Man findet 22 Häuser und 125 Einw. die bis auf 2 Kath. lutherisch sind. Dornberg ist der Sitz des Landraths, hat ein schönes Amthaus und auf einer mit Bäumen bewachsenen Anhöhe die Ruinen des Schlosses Dornberg. – Die Herrn von Dornberg, die schon im 12. Jahrhundert, von einer Linie der Grafen von Henneberg im Oberrheingau, den Curtis Gerau als Lehen besassen, gaben dem Schlosse Dornberg den Namen oder nahmen ihn von demselben, und seit der Zeit wurden sie nicht mehr mit Gerau sondern mit dem Schlosse Dornberg belehnt. Nach dem Abgang des männlichen Stammes der Herrn von Dornberg, die bis 1247 auf dem Schlosse residirten, erhielten es die Grafen von Katzenellenbogen, im Jahr 1259, welche es nebst dem Zugehör in die Würzburgische Lehenbriefe einführten: und da Würzburg die Grafen von Katzenellenbogen auch mit Schloß und Dorf Dornberg, mit Großgerau, Kleingerau, Worfelden, Berkach, Wallerstädten und Büttelborn belehnten, so muß angenommen werden, daß diese Orte das Zugehör des Schlosses waren. Schon 1311 kommen Keller oder Amtmänner in Dornberg vor, die alle Gerichtsbarkeit allein ausübten und die herrschaftlichen Gefälle verwalteten. Die Erwerbung dieses Schlosses gab den Grafen von Katzenellenbogen, die bis 1375 ihre Residenz hier hatten, Gelegenheit, ihre Besitzungen um dieses Schloß zu erweitern. Auch gab dieses Schloß einem Amte den Namen, welches nachdem es durch Ankauf zu groß geworden, Bestandtheile abgab, aus welchen, nebst andern Orten, ein zweites Amt, das Amt Rüsselsheim gebildet wurde. Indessen machten 1411 die Grafen von Henneberg ihr altes Recht auf dieses Schloß wieder geltend. Es blieb bis zur bairischen Fehde Hennebergisches Lehen, bis 1521 die Grafen von Henneberg gegen Landgraf Philipp den Großmüthigen aller Lehensherrlichkeit auf das Schloß Dornberg entsagten, und Hessen das Schloß nebst Zugehör als Allodium erhielt. Im 30jährigen Krieg war dieses Schloß, das mit Wällen, Gräben, Zugbrücken, Mauern und doppelten Thoren versehen, und von dem Dorfe Dernberg immer unterschieden war, der Zufluchtsort für Menschen und Habe. Später wurde das Schloß zwar nicht mehr bewohnt, aber noch immer unterhalten, bis es den 14. Febr. 1689 von den mordbrennerischen Franzosen abgebrannt wurde; auch das Amthaus steckten sie an; sie zogen aber so schnell ab, daß letzteres noch gerettet werden konnte. Im Schlosse verbrannten 392 Malter Früchte, von welchen jetzo noch die Kohlen gefunden werden. Auch das Dorf Dornberg, welches 1640 abgebrannt worden war, wurde angesteckt; und der Schaden, der durch diesen Brand zu Dornberg entstanden, wurde auf 12,481 fl. geschätzt.“

### Verfassung

#### Amts-System vor 1821
In der frühen Neuzeit waren auf unterster Ebene die Funktionen von Verwaltung und Rechtsprechung im „Amt“ vereinigt, so auch im Amt Dornberg, das bis 1821 bestand.
1806 wurde die Landgrafschaft Hessen-Darmstadt zum Großherzogtum Hessen. Hier lag Dornberg in der Provinz Starkenburg. Im Zuge der Verwaltungsreform von 1821 wurden die alten Ämter aufgelöst, für die Verwaltungsaufgaben auf der unteren Ebene wurden Landratsbezirke und für die erstinstanzliche Rechtsprechung Landgerichte eingerichtet.

#### Verwaltung nach 1821
Für die übergeordnete Verwaltung in Dornberg war nun der Landratsbezirk Dornberg zuständig. 1832 wurden die Verwaltungseinheiten im Großherzogtum weiter vergrößert und Kreise geschaffen. Dadurch gelangte Dornberg in den Kreis Groß-Gerau. Die Provinzen, die Kreise und die Landratsbezirke des Großherzogtums wurden am 31. Juli 1848 abgeschafft und durch Regierungsbezirke ersetzt, was jedoch bereits am 12. Mai 1852 wieder rückgängig gemacht wurde. Dadurch gehörte Dornberg zwischen 1848 und 1852 zum Regierungsbezirk Darmstadt, bevor wieder der Kreis Groß-Gerau für die übergeordnete Verwaltung zuständig war. Dort verblieb der Ort durch alle weiteren Verwaltungsreformen bis heute.
Am 1. April 1939 wurde Dornberg in die Stadt Groß-Gerau eingemeindet.

#### Gerichtsreformen
In der Landgrafschaft Hessen-Darmstadt wurde mit Ausführungsverordnung vom 9. Dezember 1803 das Gerichtswesen der beiden oberen Instanzen neu organisiert. Die Ämter blieben die erste Instanz der Rechtsprechung in Zivilsachen. Für das Fürstentum Starkenburg wurde das „Hofgericht Darmstadt“ als Gericht der zweiten Instanz für Zivilsachen eingerichtet. Zuständig war es erstinstanzlich auch für standesherrliche Familienrechtssachen und Strafsachen. Ihm übergeordnet war das Oberappellationsgericht Darmstadt.
Mit der Verwaltungsreform von 1821 wurden im Großherzogtum Hessen auch auf unterster Ebene Gerichte geschaffen, die von der Verwaltung unabhängig waren. Für Dornberg war nun das Landgericht Großgerau örtlich zuständig. Es wurde mit der Reichsjustizreform und Wirkung vom 1. Oktober 1879 durch das Amtsgericht Groß-Gerau ersetzt.

### Verwaltungsgeschichte im Überblick
Die folgende Liste zeigt die Staaten und Verwaltungseinheiten, denen Dornberg angehört(e):
- vor 1479: Heiliges Römisches Reich, Grafschaft Katzenelnbogen, Obergrafschaft Katzenelnbogen, Amt Dornberg
- ab 1479: Heiliges Römisches Reich, Landgrafschaft Hessen (durch Erbfall), Obergrafschaft Katzenelnbogen, Amt Dornberg
- ab 1567: Heiliges Römisches Reich, Landgrafschaft Hessen-Darmstadt, Obergrafschaft Katzenelnbogen, Amt Dornberg
- ab 1803: Heiliges Römisches Reich, Landgrafschaft Hessen-Darmstadt, Fürstentum Starkenburg, Amt Dornberg
- ab 1806: Großherzogtum Hessen,[Anm. 2] Fürstentum Starkenburg, Amt Dornberg[9]
- ab 1815: Großherzogtum Hessen[Anm. 3], Provinz Starkenburg, Amt Dornberg
- ab 1821: Großherzogtum Hessen, Provinz Starkenburg, Landratsbezirk Dornberg
- ab 1832: Großherzogtum Hessen, Provinz Starkenburg, Kreis Groß-Gerau
- ab 1848: Großherzogtum Hessen, Regierungsbezirk Darmstadt
- ab 1852: Großherzogtum Hessen, Provinz Starkenburg, Kreis Groß-Gerau
- ab 1871: Deutsches Reich, Großherzogtum Hessen, Provinz Starkenburg, Kreis Groß-Gerau
- ab 1918: Deutsches Reich (Weimarer Republik), Volksstaat Hessen, Provinz Starkenburg, Kreis Groß-Gerau
- ab 1938: Deutsches Reich, Volksstaat Hessen, Landkreis Groß-Gerau[10][Anm. 4]
- ab 1939: Deutsches Reich, Volksstaat Hessen, Landkreis Groß-Gerau, Stadt Groß-Gerau[Anm. 5]

### Einwohnerentwicklung
| • 1806: | 099 Einwohner, 23 Häuser |
| • 1829: | 125 Einwohner, 22 Häuser |
| • 1867: | 146 Einwohner, 24 Häuser |

| Dornberg: Einwohnerzahlen von 1791 bis 2020 | Dornberg: Einwohnerzahlen von 1791 bis 2020 | Dornberg: Einwohnerzahlen von 1791 bis 2020 | Dornberg: Einwohnerzahlen von 1791 bis 2020 | Dornberg: Einwohnerzahlen von 1791 bis 2020 |
| --- | ------------------------------------------- | ------------------------------------------- | ------------------------------------------- | ------------------------------------------- |
| Jahr |                                             |                                             |                                             | Einwohner                                   |
| 1791 | 1791                                        |                                             | 100                                         | 100                                         |
| 1800 | 1800                                        |                                             | 81                                          | 81                                          |
| 1806 | 1806                                        |                                             | 99                                          | 99                                          |
| 1829 | 1829                                        |                                             | 146                                         | 146                                         |
| 1834 | 1834                                        |                                             | 115                                         | 115                                         |
| 1840 | 1840                                        |                                             | 135                                         | 135                                         |
| 1846 | 1846                                        |                                             | 139                                         | 139                                         |
| 1852 | 1852                                        |                                             | 133                                         | 133                                         |
| 1858 | 1858                                        |                                             | 140                                         | 140                                         |
| 1864 | 1864                                        |                                             | 139                                         | 139                                         |
| 1871 | 1871                                        |                                             | 164                                         | 164                                         |
| 1875 | 1875                                        |                                             | 154                                         | 154                                         |
| 1885 | 1885                                        |                                             | 192                                         | 192                                         |
| 1895 | 1895                                        |                                             | 194                                         | 194                                         |
| 1905 | 1905                                        |                                             | 222                                         | 222                                         |
| 1910 | 1910                                        |                                             | 243                                         | 243                                         |
| 1925 | 1925                                        |                                             | 245                                         | 245                                         |
| 1980 | 1980                                        |                                             | ?                                           | ?                                           |
| 1990 | 1990                                        |                                             | ?                                           | ?                                           |
| 2000 | 2000                                        |                                             | ?                                           | ?                                           |
| 2011 | 2011                                        |                                             | 480                                         | 480                                         |
| 2015 | 2015                                        |                                             | 420                                         | 420                                         |
| 2020 | 2020                                        |                                             | 400                                         | 400                                         |
| Datenquelle: Historisches Gemeindeverzeichnis für Hessen: Die Bevölkerung der Gemeinden 1834 bis 1967. Wiesbaden: Hessisches Statistisches Landesamt, 1968. Weitere Quellen: 1791: 1800; Zensus 2011; nach 2011 Website Groß-Gerau (Webarchiv) |                                             |                                             |                                             |                                             |

## Verkehr
Dornberg besitzt mit dem Bahnhof Groß Gerau-Dornberg einen Halt der S-Bahn Rhein-Main. Auch Regionalzüge zwischen Frankfurt (Main) Hauptbahnhof und Mannheim Hauptbahnhof halten hier. In den 1950er Jahren verkehrten von hier über die Verbindungskurve zur Rhein-Main-Bahn Pendelzüge zum Bahnhof Groß Gerau.